# 호니토

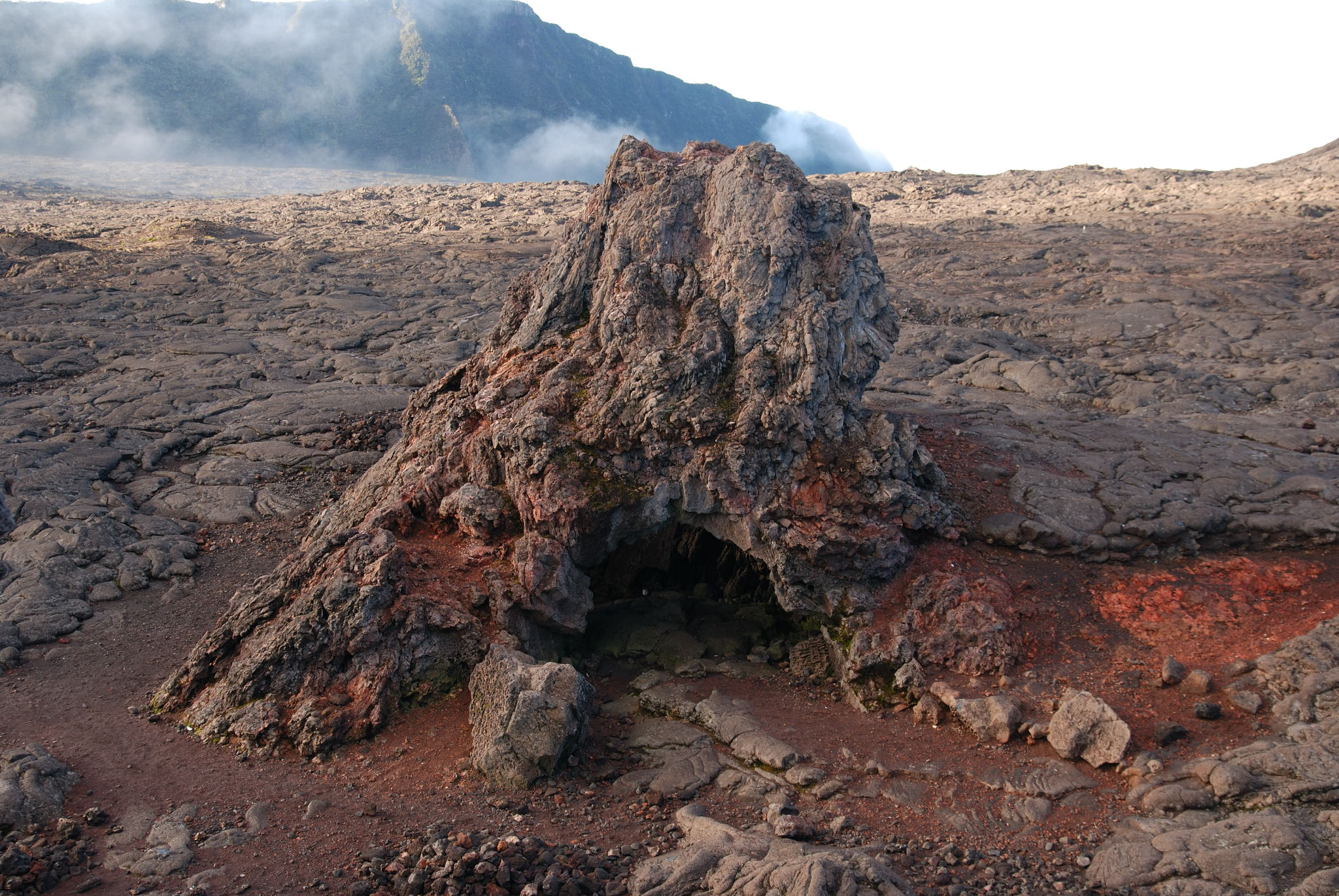

호니토(Hornito)는 용암 내의 가스 분출에 의해 화산쇄설물이 화도 주변에 급경사로 쌓인 소규모 화산체이다. 용암류가 지표를 흘러가면서, 지표의 식물이 연소되어 생긴 메탄가스나 물이 많은 지역을 흘러갈 때 생긴 수증기에 의한 압력으로 그 내부의 용암이 표면 밖으로 뿜여져 나와 쌓여 형성된 경사가 큰 용암원추체이다.

## 같이 보기
- 제주 비양도 호니토 - 대한민국의 천연기념물 439호